# Diócesis de Benguela
La diócesis de Benguela (en latín: Dioecesis Benguelensis y en portugués: Diocese de Benguela) es una circunscripción eclesiástica de la Iglesia católica en Angola. Se trata de una diócesis latina, sufragánea de la arquidiócesis de Huambo. Desde el 26 de marzo de 2018 su obispo es António Francisco Jaca, de los Misioneros del Verbo Divino.

## Territorio y organización

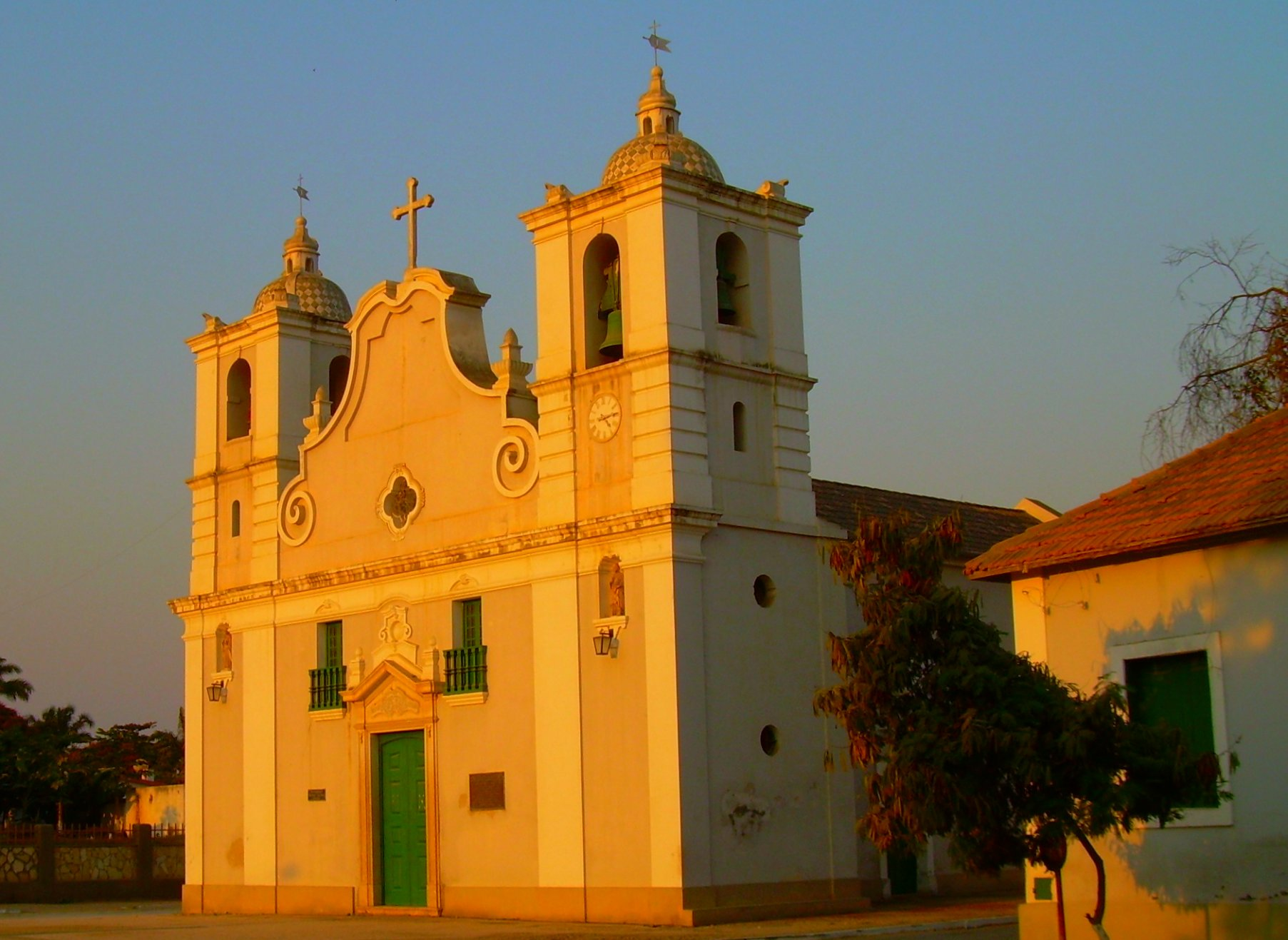
Antigua iglesia de Nuestra Señora de Fátima, en Benguela

La diócesis tiene 20 780 km² y extiende su jurisdicción sobre los fieles católicos de rito latino residentes en los municipios de Baía Farta, Benguela, Catumbela, Lobito, Bocoio y Balombo de la provincia de Benguela.
La sede de la diócesis se encuentra en la ciudad de Benguela, en donde se halla la Catedral de Nuestra Señora de Fátima.
En 2024 en la diócesis existían 47 parroquias.

## Historia
La diócesis fue erigida el 6 de junio de 1970 con la bula Omnimode solliciti del papa Pablo VI, obteniendo el territorio de la diócesis de Nova Lisboa (hoy arquidiócesis de Huambo).
Originalmente sufragánea de la arquidiócesis de Luanda, el 3 de febrero de 1977 pasó a formar parte de la provincia eclesiástica de la arquidiócesis de Huambo.
El 1 de agosto de 2024 cedió una porción de su territorio para la erección por el papa Francisco de la diócesis de Ganda.

## Estadísticas
Según al Boletín de la Santa Sede de 1 de agosto de 2024, la diócesis tenía a mediados de 2024 un total de 1 540 364 fieles bautizados.
| Año                                                                             | Población            | Población | Población      | Sacerdotes | Sacerdotes    | Sacerdotes    | Bautizados por sacerdote | Diáconos permanentes | Religiosos | Religiosos | Parroquias |
| Año                                                                             | Bautizados católicos | Total     | % de católicos | Total      | Clero secular | Clero regular | Bautizados por sacerdote | Diáconos permanentes | Varones    | Mujeres    | Parroquias |
| ------------------------------------------------------------------------------- | -------------------- | --------- | -------------- | ---------- | ------------- | ------------- | ------------------------ | -------------------- | ---------- | ---------- | ---------- |
| 1970                                                                            | 314 000              | 523 000   | 60.0           |            |               |               |                          |                      |            |            |            |
| 1980                                                                            | 450 000              | 1 000     | 45.0           | 36         | 16            | 20            | 12 500                   |                      | 22         | 102        | 26         |
| 1990                                                                            | 669 000              | 1 264 000 | 52.9           | 42         | 19            | 23            | 15 928                   |                      | 30         | 199        | 30         |
| 1999                                                                            | 877 400              | 1 982 000 | 44.3           | 78         | 56            | 22            | 11 248                   |                      | 47         | 252        | 40         |
| 2000                                                                            | 907 230              | 1 757 807 | 51.6           | 97         | 72            | 25            | 9352                     |                      | 104        | 309        | 40         |
| 2001                                                                            | 1 081 885            | 2 163 000 | 50.0           | 90         | 63            | 27            | 12 020                   |                      | 120        | 333        | 40         |
| 2002                                                                            | 1 114 776            | 3 980 000 | 28.0           | 112        | 74            | 38            | 9953                     |                      | 185        | 319        | 40         |
| 2003                                                                            | 1 147 111            | 2 163 000 | 53.0           | 115        | 75            | 40            | 9974                     |                      | 141        | 312        | 40         |
| 2004                                                                            | 1 176 697            | 2 163 000 | 54.4           | 120        | 83            | 37            | 9805                     |                      | 166        | 326        | 40         |
| 2006                                                                            | 1 116 000            | 2 303 000 | 48.5           | 132        | 91            | 41            | 8454                     |                      | 145        | 332        | 42         |
| 2012                                                                            | 1 736 000            | 2 689 000 | 64.6           | 158        | 113           | 45            | 10 987                   |                      | 133        | 328        | 45         |
| 2015                                                                            | 1 951 000            | 2 914 000 | 67.0           | 192        | 150           | 42            | 10 161                   |                      | 124        | 330        | 53         |
| 2018                                                                            | 1 865 770            | 2 396 930 | 77.8           | 221        | 165           | 56            | 8442                     |                      | 176        | 399        | 52         |
| 2020                                                                            | 1 985 760            | 2 551 000 | 77.8           | 219        | 172           | 47            | 9067                     |                      | 223        | 329        | 68         |
| 2022                                                                            | 2 110 790            | 2 713 060 | 77.8           | 240        | 185           | 55            | 8794                     |                      | 197        | 334        | 81         |
| 2024                                                                            | 1 540 364            | 1 960 070 | 78.6           | 234        | 199           | 35            | 6582                     |                      | 39         | 282        | 47         |
| Fuente: Catholic-Hierarchy, que a su vez toma los datos del Anuario Pontificio. |                      |           |                |            |               |               |                          |                      |            |            |            |

## Episcopologio
- Armando Amaral Dos Santos † (6 de junio de 1970-14 de octubre de 1973 falleció)
- Oscar Lino Lopes Fernandes Braga † (20 de noviembre de 1974-18 de febrero de 2008 retirado)
- Cardenal Eugenio Dal Corso, P.S.D.P. (18 de febrero de 2008-26 de marzo de 2018 retirado)
- António Francisco Jaca, S.V.D., desde el 26 de marzo de 2018